# Wolfgang Gaul
Wolfgang Gaul (* 3. Juli 1945 in Stolp, Pommern) ist ein emeritierter Professor der Betriebswirtschaftslehre und Managementwissenschaften, sowie ehemaliger Leiter des Instituts für Entscheidungstheorie und Unternehmensforschung der Universität Karlsruhe (heute: Karlsruher Institut für Technologie).

## Leben
Gaul studierte an der Universität Bonn Mathematik und wurde dort im 1974 promoviert, bevor er 1980 ebenfalls an der Universität Bonn 1980 seine Habilitation erhielt. Im selben Jahr wurde er an die damalige Universität Karlsruhe (TH) gerufen, wo er zusammen mit Hermann Göppl die Leitung des Instituts für Entscheidungstheorie und Unternehmensforschung übernahm.
Neben grundlegenden Neu- und Weiterentwicklungen methodischer Ansätze, wie beispielsweise bei Cluster- und Conjointanalyse oder auch im Data- und Web Mining, ist Wolfgang Gaul besonders für seine wegweisende Forschung zum Thema computergestütztes Marketing bekannt geworden. Bereits Ende der 80er Jahre sah er voraus, wie wichtig die Entwicklung in der Kommunikations- und Informationstechnik zukünftig für das Anwendungsfeld Marketing sein werden. So verschaffte er mit Werken, wie beispielsweise „Computergestütztes Marketing“, welches zusammen mit Martin Both veröffentlicht wurde, der modernen Marketingforschung den Zugang zur Kommunikations- und Informationstechnik.
Ein weiteres richtungweisendes Forschungsprojekt von Professor Gaul war das sogenannte WIMDAS-Projekt zusammen mit Martin Schader, welches sich im Rahmen eines DFG-Projekts mit der wissensbasierten Marketing-Datenanalyse beschäftigte.

### Engagement in wissenschaftlichen Gesellschaften
Darüber hinaus ist Gaul Mitglied zahlreicher wissenschaftlicher Gesellschaften. Besonders hervorzuheben ist sein Engagement für die Gesellschaft für Klassifikation (GfKl). Im Rahmen seiner langjährigen Mitgliedschaft trat er 1985 erstmals als Organisator für eine GfKl-Konferenz in Karlsruhe auf. Ab 1989 agierte Gaul als Vorstandsmitglied der GfKl, bevor er 1995 das Amt des Vereinspräsidenten der GfKl einnahm. Seit 1998 ist er in der Gesellschaft als Beiratsmitglied mit Verantwortung für Konferenzen aktiv. Außerdem war er in den Jahren 1994, 1998, 1999, 2000 und 2002 Leiter des Programmkomitees.
In der Vergangenheit war Gaul ebenfalls bei der International Federation of Classification Societies (Vorstandsmitglied von 1987 bis 1990 und von 1994 bis 2001), der Gesellschaft für Mathematik, Ökonomie und Operations Research (Schatzmeister von 1990 bis 1995, sowie Mitglied des wissenschaftlichen Komitees zwischen 1996 und 1998), der Gesellschaft für Operations Research (Mitglied des wissenschaftlichen Komitees seit 1998) und bei der Deutschen Gesellschaft für Operations Research (Leiter des Programmkomitees im Jahr 1991) tätig.

### Soziales Engagement
2001 gründete er zusammen mit seiner Ehefrau Helga die Helga und Wolfgang Gaul Stiftung. Zweck der Stiftung ist sowohl die Unterstützung exzellenter, wissenschaftlicher Forschung, als auch die Unterstützung von Menschen mit Behinderung, welche nicht am wissenschaftlichen Leben teilnehmen können.

## Mitgliedschaften in wissenschaftlichen Gesellschaften
- Association for Consumer Research (ACR)
- Deutsche Gesellschaft für Operations Research (DGOR) bis 1998
- Deutsche Mathematiker-Vereinigung (DMV)
- Deutsche Statistische Gesellschaft
- European Marketing Academy (EMAC)
- Forschungsgesellschaft „Geld-Banken-Bausparkassen-Versicherungen“ an der Universität Karlsruhe e.V.
- Gesellschaft für Klassifikation (GfKl)
- Gesellschaft für Informatik (GI)
- Gesellschaft für Mathematik, Ökonomie und Operations Research (GMÖOR) bis 1998
- Gesellschaft für Operations Research (GOR) seit 1998
- Gesellschaft für Strategische Planung (GSP)
- International Federation of Classification Societies (IFCS)
- Institute for Operations Research and the Management Sciences (INFORMS)
- The Institute of Management Science (TIMS)
- Verband der Hochschullehrer für BWL

(Quelle:)

## Veröffentlichungen (Auswahl)

### Bücher
- Marktforschung und Marketing-Management – Computerbasierte Entscheidungsunterstützung. Oldenbourg, München, 1993 (mit D. Baier).Wolfgang Gaul. ISBN 978-3-486-22562-4.
- Computergestütztes Marketing. Springer, Berlin – Heidelberg – New York – Tokyo, 1990 (mit M. Both).Wolfgang Gaul. ISBN 978-3-540-52310-9.[5]

### Zeitschriftenartikel
- Evaluation of the Evolution of Relationships between Topics over Time. erschienen in Advances in Data Analysis and Classification.
- Airline Fleet Assignment with Consideration of Aspects from Network Revenue Management.
- Class-Dependent Strategies in Airline Network Revenue Management Incorporating Flexible Products and Overbooking.
- Community Structure Discovery in Directed Graphs by Asymmetric Clustering. Behaviormetrika, 40, No. 1, 2013, S. 85–99.
- A Hierarchical Clustering Approach to Modularity Maximization. In: Studies in Classification, Data Analysis, and Knowledge Organization, Springer, 2013, S. 79–86.
- An Approach for Topic Trend Detection. In: Studies in Classification, Data Analysis, and Knowledge Organization, Springer, 2013, S. 347–354.
- Optimal Nework Revenue Management Decisions Including Flexible Demand Data and Overbooking. In: Studies in Classification, Data Analysis, and Knowledge Organization, Springer, 2013, S. 449–456.
- A Note on Consistency Improvements of AHP Paired Comparison Data. Adv Data Anal Classif, 6, 2012, S. 289–302.
- The Consistency Adjustment Problem of AHP Pairwise Comparison Matrices. In: Diamantopoulos, A. et al. (Eds.), Quantitative Marketing and Marketing Management, Springer Gabler, 2012, S. 51–62.

(Quelle:)